# Pedro Blanco Lobeiras
Pedro Blanco Lobeiras (Monfero, La Coruña, 1968) es un abogado y político español. Ocupa el cargo de delegado del Gobierno en Galicia desde el 13 de junio de 2023. 

## Trayectoria
Se unió al sindicato UGT en 1992, donde ha desempeñado el cargo de responsable del área jurídica de la federación de UGT-Galicia. Durante su tiempo en UGT, se especializó en temas relacionados con la Seguridad Social. Su experiencia y conocimientos en este campo lo han convertido en una figura destacada en el ámbito sindical.
Es una figura activa en la política gallega y mantiene una estrecha relación con el Partido Socialista Obrero Español (PSOE). Es afiliado al PSOE desde 1991. Actualmente, es secretario de Empleo de la ejecutiva del PSdeG, liderada por Valentín González Formoso.
Además de su dedicación al sindicalismo y a la política, Blanco ha desarrollado una destacada carrera académica. Se estableció en Santiago de Compostela a los 14 años para continuar sus estudios y finalmente se licenció en Derecho en la Universidad de Santiago de Compostela. Desde 1994, ha sido profesor y coordinador laboral y de Seguridad Social en uno de los másteres de la universidad.
También es socio fundador del bufete de abogados Blanco & Guerra, con sede en Vivero. Además, trabajó como asesor en la consellería de Traballo de la Junta de Galicia durante el bipartito.
Con su nombramiento como delegado del Gobierno en Galicia, Blanco se convierte en el decimotercer titular de este cargo y el cuarto desde que Pedro Sánchez asumió la presidencia del Gobierno de España. Su designación se produjo tras la salida de José Ramón Gómez Besteiro, quien abandonó el cargo para encabezar la lista de los socialistas por la provincia de Lugo en las elecciones generales del 23 de julio.
Pedro Blanco Lobeiras es reconocido por su experiencia en el ámbito jurídico, su compromiso sindical y su participación activa en la política gallega.